# Алёхино (Марий Эл)
Алёхино (мар. Ольокансир) — деревня в Горномарийском районе Республики Марий Эл России. Входит в состав Еласовского сельского поселения.

## География
Деревня находится в юго-западной части республики в зоне хвойно-широколиственных лесов, к востоку от автодороги 88Н-02001, на расстоянии примерно 21 километра (по прямой) к юго-западу от города Козьмодемьянска, административного центра района.

### Климат
Климат характеризуется как умеренно континентальный, с умеренно холодной снежной зимой и относительно тёплым летом. Среднегодовая температура воздуха — 3,3 °С. Средняя температура воздуха самого тёплого месяца (июля) — 18,9 °C (абсолютный максимум — 37 °C); самого холодного (января) — −12,4 °C (абсолютный минимум — −44 °C). Продолжительность устойчивых морозов в среднем 127 дней. Среднегодовое количество атмосферных осадков составляет 518 мм, из которых около 358 мм выпадает в период с апреля по октябрь.

### Часовой пояс
Деревня Алёхино, как и вся Марий Эл, находится в часовой зоне МСК (московское время). Смещение применяемого времени относительно UTC составляет +3:00.

## Население
| 2002 | 2010 | 2013 | 2014 |
| ---- | ---- | ---- | ---- |
| 12   | →12  | ↗15  | ↘11  |

### Национальный состав
Согласно результатам переписи 2002 года, в национальной структуре населения горные марийцы составляли 92 %.

## Известные уроженцы
Чубукова Нина Васильевна (род. 1928) — советский деятель сельского хозяйства. Бригадир полеводческой бригады № 12 колхоза «Коммунизм» дер. Сануково Горномарийского района Марийской АССР (1963—1987). Дважды кавалер ордена Ленина (1971, 1973). Депутат Верховного Совета Марийской АССР VIII созыва (1971—1975).